# 2013-as magyar fedett pályás atlétikai bajnokság
A 2013-as magyar fedett pályás atlétikai bajnokság a 39. bajnokság volt. A többpróba számait február 16–17-én tartották a Syma Csarnokban.

## A 2012-es fedett pályás magyar bajnokság
A fedett pályás atlétikai bajnokságoknak korábban az Olimpiai Csarnok biztosított helyszínt. Ennek a helyén adták át 2006-ban a Syma Sportcsarnokot. Akkor a csarnok a téli időszakban 170 napon át adott helyet az atlétáknak, napi 1 millió forintért. 2010-et követően, a Nemzeti Sportközpontok (NSK) nem bérelte tovább a létesítményt. Ekkor a Syma 100 millió forinttal olcsóbb ajánlatot tett, de az NSK erre nem reagált.
Ezt követően a Syma csarnok építése alatt (2005) sportolásra használt sátrat állították fel újra a Puskás Ferenc Stadion szoborkertjében. Ennek az alapja mart aszfalt volt, a javasolt betonteknő helyett. Utóbbi megoldás 3-400 millió forintba került volna, de a Puskás Stadion tervezett bontása miatt elvetették. Majd kiderült, hogy a 2005 óta nem megfelelően tárolt pálya elemek is megvetemedtek. Ezeknek köszönhetően a felépített pálya elemei elmozdultak, szintkülönbségek alakultak ki. Ezért a pálya versenyzésre alkalmatlan volt. A Magyar Atlétikai Szövetség ezért nem rendezett ebben a szezonban fedett pályás bajnokságot.

## Eredmények

### Férfiak
| Versenyszám      | Arany                                                                | Arany    | Ezüst                                                              | Ezüst    | Bronz                                                             | Bronz    |
| ---------------- | -------------------------------------------------------------------- | -------- | ------------------------------------------------------------------ | -------- | ----------------------------------------------------------------- | -------- |
| 60 m             | Németh Roland MAC-Népstadion                                         | 6,90     | Ónodi Dávid Nyírsuli                                               | 6,95     | Bézsenyi Gergely Bp. Honvéd                                       | 6,97     |
| 200 m            | Kása Tibor Haladás                                                   | 21,76    | Móré Győző Gödöllői EAC                                            | 22,02    | Szabó László Ferencvárosi TC                                      | 22,06    |
| 400 m            | Kása Tibor Haladás                                                   | 48,25    | Kovács Zoltán Gödöllői EAC                                         | 48,50    | Bartha Dávid AC Bonyhád                                           | 48,57    |
| 800 m            | Kazi Tamás Debreceni SC                                              | 1:48,45  | Kolossváry István TFSE                                             | 1:50,53  | Takács Dávid VEDAC                                                | 1:50,94  |
| 1500 m           | Horváth Bálint Ferencvárosi TC                                       | 3:49,91  | Matkó Csaba Alba Regia AK                                          | 3:50,57  | Minczér Albert VEDAC                                              | 3:50,62  |
| 3000 m           | Józsa Gábor MAC-Népstadion                                           | 8:22,59  | Szögi István VEDAC                                                 | 8:22,65  | Dani Áron BEAC                                                    | 8:23,64  |
| 4 × 400 m        | Móré Győző Mucsi Róbert Pozsgai Dániel Deák Nagy Marcell Gödöllői EC | 3:19,01  | Tamási Ottó Mohácsi Soma Kakucs Róbert Füredi Bence Kecskeméti ARC | 3:21,66  | Bányász Márk Hegedűs Ádám Kozics Patrik Matkó Csaba Alba Regia AK | 3:22,40  |
| 60 m gát         | Baji Balázs Békéscsabai AC                                           | 7,59     | Gönczöl Máté VEDAC                                                 | 8,06     | Szűcs Valdó Zalaegerszegi AC                                      | 8,18     |
| 5000 m gyaloglás | Helenbrandt Máté Nyírsuli                                            | 20:48,12 | Venyercsán Bence Bp. Honvéd                                        | 20:54,46 | Tokodi Dávid Bp. Honvéd                                           | 21:51,95 |
| magasugrás       | Bakosi Péter Nyírsuli                                                | 2,09 m   | Gerencsér Ádám Tatabányai SC                                       | 2,09 m   | Jankovics Dániel KSI                                              | 2,05 m   |
| rúdugrás         | Kecskés Levente Ikarus BSE                                           | 4,80 m   | Kéri Tamás Ikarus BSE                                              | 4,60 m   | Tóth Zoltán Bp. Honvéd                                            | 4,40 m   |
| távolugrás       | Szabó Márk Favorit AC                                                | 7,71 m   | Páhy Zsolt Egri SSE                                                | 7,36 m   | Virovecz István KSI                                               | 7,34 m   |
| hármasugrás      | Pál Robin Nyírsuli                                                   | 15,40 m  | László Dávid Alba Regia AK                                         | 15,28 m  | Galambos Tibor Ferencvárosi TC                                    | 15,17 m  |
| súlylökés        | Rakovszky Tibor KSI                                                  | 17,13 m  | Pál Viktor VEDAC                                                   | 17,11 m  | Simon Péter Bp. Honvéd                                            | 16,50 m  |
| hétpróba         | Szabó Attila Budaörsi SC                                             | 5671     | Käfer Levente KSI                                                  | 5128     | Schneiker Ádám TFSE                                               | 4924     |

### Nők
| Versenyszám      | Arany                                                     | Arany    | Ezüst                                                              | Ezüst    | Bronz                                                                      | Bronz    |
| ---------------- | --------------------------------------------------------- | -------- | ------------------------------------------------------------------ | -------- | -------------------------------------------------------------------------- | -------- |
| 60 m             | Kaptur Éva KSI                                            | 7,58     | Guba Liliána Szolnoki MÁV                                          | 7,80     | Ferenczi Melinda Zalaegerszegi AC                                          | 7,81     |
| 200 m            | Kaptur Éva KSI                                            | 24,44    | Guba Liliána Szolnoki MÁV                                          | 24,56    | Ferenczi Melinda Zalaegerszegi AC                                          | 24,80    |
| 400 m            | Kéri Bianka VEDAC                                         | 55,73    | Palásti Luca Nyírsuli                                              | 56,31    | Kálmán Csenge Gödöllői EAC                                                 | 57,66    |
| 800 m            | Kéri Bianka VEDAC                                         | 2:11,60  | Aradi Bernadett Debreceni SC-SI                                    | 2:12,49  | Kácser Krisztina PSN Zrt                                                   | 2:15,17  |
| 1500 m           | Erdélyi Zsófia Újpesti TE                                 | 4:31,02  | Kószás Kriszta Bercsényi DSE                                       | 4:35,70  | Kácser Krisztina PSN Zrt                                                   | 4:39,65  |
| 3000 m           | Erdélyi Zsófia Újpesti TE                                 | 9:48,13  | Czebei Réka Újpesti TE                                             | 9:49,22  | Kis Zsanett MAC-Népstadion                                                 | 9:55,91  |
| 4 × 400 m        | Farsang Evelin Göncz Anna Csorba Eszter Kéri Bianka VEDAC | 3:55,66  | Pető Dóra Tungli Katalin Király Eszter Dániel Fanni Kecskeméti ARC | 3:57,48  | Keller Dorottya Kószás Kriszta Reizinger Fanni Zajovics Nóra Bercsényi DSE | 3:57,99  |
| 60 m gát         | Juhász Lilla Haladás                                      | 8,65     | Krizsán Xénia Bp. Honvéd                                           | 8,74     | Zsivoczky-Farkas Györgyi Bp. Honvéd                                        | 8,76     |
| 3000 m gyaloglás | Madarász Viktória Békéscsabai AC                          | 13:00,15 | Marton Mercedes Békéscsabai AC                                     | 14:06,35 | Lengyel Marianna Békéscsabai AC                                            | 14:15,40 |
| magasugrás       | Czuth Réka Pécsi VSK                                      | 1,80 m   | Zsivoczky-Farkas Györgyi Bp. Honvéd                                | 1,77 m   | Babos Rita Alba Regia AK                                                   | 1,73 m   |
| rúdugrás         | Szabó Diána Bp. Honvéd                                    | 3,80 m   | Siskó Zsófia Bp. Honvéd                                            | 3,70 m   | Kiss Réka Bp. Honvéd                                                       | 3,40 m   |
| távolugrás       | Zsivoczky-Farkas Györgyi Bp. Honvéd                       | 6,02 m   | Krizsán Xénia Bp. Honvéd                                           | 5,92 m   | Berecz Bernadett Egri SSE                                                  | 5,88 m   |
| hármasugrás      | Babos Rita Alba Regia AK                                  | 13,00 m  | Hoffer Krisztina Tatabányai SC                                     | 12,90 m  | Indaia Ivett Kecskeméti ARC                                                | 12,72 m  |
| súlylökés        | Márton Anita Titán TC Szeged                              | 17,34 m  | Váradi Krisztina Kecskeméti ARC                                    | 14,00 m  | Zsivoczky-Farkas Györgyi Bp. Honvéd                                        | 13,45 m  |
| ötpróba          | Zsivoczky-Farkas Györgyi Bp. Honvéd                       | 4171     | Krizsán Xénia Bp. Honvéd                                           | 4143     | Czuth Réka Pécsi VSK                                                       | 3647     |